# Metaclisis annae
Metaclisis annae är en stekelart som beskrevs av Lubomir Masner 1981. Metaclisis annae ingår i släktet Metaclisis och familjen gallmyggesteklar. Inga underarter finns listade i Catalogue of Life.